# Platina op koolstof
Platina op koolstof (ook wel aangeduid met Pt/C) is een veelgebruikte platinakatalysator. Het wordt voornamelijk gebruikt in de organische chemie bij katalytische hydrogenering. Wanneer platinapoeder wordt aangebracht op een vaste drager van fijn verdeeld koolstof, dan is het katalytisch oppervlak groter, waardoor de reactie sneller doorgaat. Het CAS-nummer van de katalysator is 7440-06-4.
Platina op koolstof is een van de belangrijke katalysatoren in PEM FC, een brandstofcel.